# شورش مکری
شورش مکری به وقایع سال‌های ۱۲۵۸ و ۱۲۵۹ شمسی (۱۲۹۷–۱۲۹۸ قمری) و خصوصاً اقدامات حمزه‌آقا منگور از سران ایل منگور اشاره دارد. در این سال خلفای شیخ عبیدالله نهری و حمزه آقا علیه دولت ایران قاجار اعلام جنگ کردند. حمزه‌آقا منگور با حاکم ساوجبلاغ مکری وارد جنگ شد و شیخ عبیدالله سواران کُرد را به ساوجبلاغ مکری برای کمک به حمزه آقا فرستاد.
شیوخ و خلفا با تبلیغات علیهٔ دولت مرکزی ایران منجر به درگیری در منطقه ساوجبلاغ مکری (مکریان امروزی) شد. در این زمان حاکم قصبهٔ ساوجبلاغ (مهاباد کنونی) به میاندوآب گریخت و محمدآقا رئیس عشیرهٔ مامش ومامند آقا رئیس عشیره پیران به شورشیان و حمزه آقا پیوستند. عشایر منگور مامش و پیران جزو ایل مکری به‌شمار می‌روند که در جنوب دریاچه ارومیه و مکریان سکونت دارند.
حمزه آقا به حمله مناطق ساوجبلاغ، میاندوآب و تا نواحی ملک کندی و بناب پیشروی کرد. مینورسکی در اینباره نوشته است: غارتگری و تاراج از همان آغاز کار، از ویژگی‌های این قیام بود و شمار قابل توجهی از ایرانیان به قتل رسیدند و زیان‌های مالی وارد شده به آنان بسیار وسیع بود.
پس از تصرف ساوجبلاغ، مریدان شیخ عبیدالله و خصوصاً عبدالقادر پسر شیخ مایل به حمله به افشار و سقز بود.
در روز جمعه ۲۵ شوال ۱۲۹۷ هجری قمری، حمزه آقا و عبدالقادر به میاندوآب حمله کردند و مساجد و خانه‌های مردم را به آتش کشیدند و بازار آنجا را غارت کردند. براساس گزارش کارگزاری ساوجبلاغ به وزارت خارجه در سال ۱۲۹۸ هجری قمری، سه هزار و پانصد نفر در این وقایع کشته شدند.
آمار کشته شدگان متفاوت ذکر شده و اسکندر غوریانس تعداد کشته شدگان را هشتصد و پنجاه نفر عنوان کرده است.
میرزا محمدعلی محلاتی ملقب به حاج سیاح در تیرماه سال ۱۲۶۱ شمسی به بوکان و ساوجبلاغ سفر کرده است. او اشاره‌هایی به این وقایع می‌کند و آن را برابر با حملهٔ مغول به ایران دانسته است. و از جنایات و قتل‌عام مردم و غارت روستاها توسط مریدان شیخ عبیدالله نهری سخن گفته است. همچنین حاجی سیاح به حمزه آقا منگور پرداخته که در این سال (۱۲۶۱) با توسل به زور، ریاست ایل مکری را به دست گرفته است.
ژاک دو مورگان، محقق فرانسوی در مورد این شورش نوشته: سیف الدین خان مکری فرزند عزیزخان مکری رئیس قبیله مکری بود. او کُردها را تشویق به ساخت روستا در سرزمین‌هایشان می‌کرد. از املاک پدرش تنها دهِ بوکان برای او مانده بود. بوکان همانجایی بود که در جریان شورش مکری در مقابل شورشیان ایستادگی کرد.
این شورش که به تحریک شیخ عبیدالله و عشایر منگور و مامش پیران آغاز شده بود. سرانجام بدون نتیجه با خونریزی بسیار در آذربایجان به پایان رسید. شورش مکری به همزیستی میان شیعیان و اهل سنت تأثیر منفی گذاشت و دشمنی میان پیروان این دو فرقه برای سال‌ها ادامه یافت.